# Ipiranga (Unternehmen)
Ipiranga ist ein Mineralölunternehmen aus Brasilien mit Firmensitz in Porto Alegre. Die Firma ist Teil der Unternehmensgruppe Ultrapar.
Ipiranga ist in der Erdölförderung tätig, besitzt Raffinerien und verkauft Erdöl, Erdgas sowie ähnliche petrochemische Produkte an seine Kunden in Zentral- und Südamerika.
Das Unternehmen wurde 1933 in Uruguaiana, im Bundesstaat Rio Grande do Sul, unter dem Namen Destilaria Rio Grandense de Petóleo S/A gegründet.
Zum Unternehmen Ipiranga gehören auch die Tochterunternehmen:
- Companhia Brasileira Petróleo Ipiranga
- Ipiranga Petroquímica
- Ipiranga Química
- Empresa Carioca de Produtos Químicos
- Refinaria Petróleo Ipiranga S/A
- Distribuidora de Produtos Petróleo Ipiranga S/A

Etymologisch ist der Name Ipiranga indianischen Ursprungs. In der Sprache der Tupi bedeutet er Roter Fluss, zusammengesetzt aus y (Fluss) und pirang (rot).